# Ibrahim el-Salahi
Ibrahim el-Salahi (en arabe : إبراهيم الصلحي), né à Omdourman (Soudan) le 5 septembre 1930, est un artiste peintre et ancien fonctionnaire et diplomate soudanais.
Il est l'un des principaux représentants de l'École de Khartoum du modernisme africain et du mouvement artistique hurufiyya qui combine les formes graphiques traditionnelles, notamment la calligraphie arabe, dans des œuvres d'art contemporaines avec une identité arabe bien distincte à la fin du XXe siècle.
À l'occasion de la première rétrospective d'un artiste contemporain africain à la Tate Modern en 2013, l'œuvre d'El-Salahi a été décrit comme « un nouveau vocabulaire visuel soudanais, issu de sa propre intégration pionnière des traditions artistiques islamiques, africaines, arabes et occidentales ».

## Biographie

### Jeunesse et formation
El-Salahi naît le 5 septembre 1930 à Omdourman, au Soudan, dans une famille musulmane. Son père dirige une école coranique, où El-Salahi apprend la calligraphie arabe, qui prédomine dans ses œuvres. Il poursuit des études en médecine mais abandonne et choisit une carrière d'artiste. De 1949 à 1950, il étudie l'art à l'école de Design du Gordon Memorial College, qui fait désormais partie de l'université de Khartoum.
Grâce à une bourse, il étudie ensuite à la Slade School of Fine Art de Londres de 1954 à 1957. Là, il découvre la scolarisation européenne, les cercles modernes et visite les musées de la capitale, où il des artistes historiques, tels que Paul Cézanne et Giotto di Bondone, influencent fortement el-Salahi. Il prend aussi connaissance des repères formels et idéologiques de la peinture moderniste, ce qui l'aide à apprendre à équilibrer expression pure et liberté gestuelle.
En 1962, il reçoit une bourse de l'UNESCO pour étudier aux États-Unis, d'où il se rend en Amérique du Sud. Il repart aux États-Unis en 1964 avec le soutien de la Fondation Rockefeller, puis dirige la délégation soudanaise lors du premier Festival mondial des arts nègres, qui a lieu à Dakar, au Sénégal, en 1966.
Dans les années 1960, il est associé au Mbari Club, un centre culturel d'Ibadan, au Nigeria, créé par Ulli Beier pour les écrivains africains et étroitement lié au magazine Black Orpheus.

### Retour au Soudan
Après avoir terminé ses études et sa formation, il retourne au Soudan. Il commence à utiliser dans son travail des calligraphies arabes et des éléments de la culture islamique qui jouent un rôle dans sa vie quotidienne. Essayant de se connecter à son héritage, El-Salahi commence à emplir ses œuvres de symboles et de marques de petites inscriptions arabes. À mesure qu'il progresse dans l'intégration de la calligraphie arabe dans son travail, les symboles commencent à produire des formes animales, humaines et végétales, donnant plus de sens à son œuvre et permettant aux spectateurs de se connecter à son travail. El-Salahi combiner les styles européens avec les thèmes traditionnels soudanais dans son art, qui évoque un surréalisme transnational influencé par l'Afrique.
El-Salahi devient attaché culturel adjoint à l'ambassade du Soudan à Londres de 1969 à 1972. Il revient à nouveau au Soudain cette année-là pour devenir directeur de la culture sous le régime militaire de Gaafar Nimeiry. Il est ensuite sous-secrétaire au ministère de la Culture et de l'Information jusqu'en septembre 1975, date à laquelle il est emprisonné pendant six mois, accusé de participation à un coup d'État contre le gouvernement. El-Salahi expliquera plus tard qu'il utilisait ses 25 minutes d’exercice quotidien pour esquisser en secret des idées de tableaux sur le sol, avec la complicité de ses co-détenus, respectueux de l'homme de culture.

### Exil et vie à Doha puis à Oxford
Dix ans après sa sortie de prison, il s'exile pour vivre et travailler à Doha, au Qatar, pendant environ vingt ans, avant de s'installer à Oxford, en Angleterre en 1998,.

## Œuvre
Considéré comme un pionnier de l'art moderniste soudanais et une figure principale de l'École de Khartoum,,, qu'il a cofondée avec Kamala Ibrahim Ishaq (en) et Ahmed Shibrain (de), il développe un style très distinctif, caractérisé par des formes abstraites et l'utilisation de lignes en combinant les formes graphiques traditionnelles, et il est l'un des tout premiers artistes à inclure de la calligraphie arabe dans ses œuvres,.
Il est le premier artiste africain pour lequel le Tate Modern consacre une rétrospective (en 2013),.
Il a commencé par explorer les manuscrits coptes qui l'ont amené à expérimenter la calligraphie arabe, avant de développer son propre style et devenir l'un des premiers artistes à exploiter la calligraphie arabe dans ses peintures, et faire partie du mouvement Hurufiyya, un mouvement artistique islamique plus large qui est apparu de manière indépendante dans toute l'Afrique du Nord dans les années 1950,,. Il explique dans un entretien au Guardian comment il en est venu à utiliser la calligraphie dans ses tableaux : à son retour au Soudan en 1957, il était déçu du peu d'intérêt suscité par ses expositions et réfléchit sur la façon d'intéresser le public :

« J'ai organisé à Khartoum une exposition de natures mortes, de portraits et de nus. Des gens sont venus à l'ouverture juste pour les boissons non alcoolisées. Après cela, personne n'est venu. [C'était] comme s'il ne s'était rien passé. J'étais complètement coincé pendant deux ans. Je n'ai eu de cesse de me demander pourquoi les gens ne pouvaient pas accepter et apprécier ce que j’avais fait. [Après avoir réfléchi à ce qui permettrait à mon travail de résonner chez les gens], j’ai commencé à écrire de petites inscriptions arabes dans les coins de mes peintures, presque comme des timbres-poste, et les gens ont commencé à venir vers moi. J'ai répandu les mots sur la toile et ils se sont rapprochés davantage. Puis j'ai commencé à décomposer les lettres pour trouver ce qui leur donnait un sens, et une boîte de Pandore a été ouverte. Des formes animales, humaines et végétales ont commencé à émerger de ces symboles jusque-là abstraits. C’est à ce moment-là que j’ai vraiment commencé à travailler. Les images continuaient à venir, comme si je le faisais avec un esprit que je ne savais pas que j'avais. »

Son travail s'est développé en plusieurs phases. Sa première période, des années 1950 aux années 1970, est dominée par les formes et les lignes élémentaires. Ensuite, son travail devient plutôt méditatif, abstrait et organique. Par la suite, son travail a été caractérisé par des lignes, alors qu'il utilise principalement de la peinture blanche et noire. Le visage distendu qui devient presque équin, les marques de pinceau sèches et la palette en sourdine rappellent Picasso, qui s’est lui-même approprié les traits du visage déformé des masques de l’Afrique de l’Ouest. El-Salahi a créé une série Trees qui couvre une partie importante de sa carrière. À l'occasion de l'exposition de l'Ashmolean Museum en 2018 — qui met en évidence l'arbre haraz comme élément clé —, le spécialiste Salah M. Hassan attire l'attention sur le fait que « la série Trees a non seulement démontré la « résilience et productivité » d'El-Salahi mais elle a aussi révélé l'abileté de l'artiste à se réinventer, restant ainsi à l'avant-garde de l'exploration et de la créativité ».
Le mouvement hurufiyya duquel il fait partie a essayé de combiner des formes d'art traditionnelles, notamment la calligraphie, en tant qu'élément graphique d'une œuvre d'art contemporaine,,. Les artistes hurufiyya ont rejeté les concepts de l'art occidental et ont plutôt cherché de nouveaux langages visuels reflétant leur culture et leur patrimoine. Ces artistes ont réussi à transformer la calligraphie en une esthétique moderne, à la fois contemporaine et autochtone,. Au Soudan, où Salahi était basé, les œuvres d'art incluent à la fois la calligraphie islamique et des motifs d'Afrique de l'Ouest.
Principalement peintre, el-Salahi s'essaie à l'eau-forte en 2016 avec la série de 12 estampes, The Group, conservée au MoMA.

« Les réalisations d'El-Salahi offrent de profondes possibilités pour à la fois interroger et repositionner le modernisme africain dans le contexte de la modernité en tant qu'idée universelle, dans laquelle l'histoire africaine fait partie intégrante de l'histoire mondiale. El-Salahi a été remarquable pour sa pensée créative et intellectuelle. La rareté de son œuvre, son vocabulaire visuel innovant et son style spectaculaire se sont combinés pour façonner de manière puissante le modernisme africain dans les arts visuels. »

## Expositions notables
Individuelles
- « Ibrahim el-Salahi: A Visionary Modernist », Tate Modern, Londres, 2012-2013. Exposition rétrospective majeure incluant une centaine d'œuvres, qui est aussi la première rétrospective de l'institution représentant un artiste africain[21],[22].
- « Ibrahim El-Salahi: A Sudanese Artist in Oxford », Ashmolean Museum, Oxford, 2018[23]. L'exposition parcourt tout l'œuvre d'El-Salahi jusqu'à la date, et les présente aux côtés d'objets anciens du Soudan que possède le musée, pour montrer des exemples d'œuvres traditionnelles et les mettre en relation avec l'inclusion de certains de ces codes dans les œuvres d'El-Salahi. L'un des éléments clés de l'exposition est l'utilisation par l'artiste de l'arbre haraz, une espèce d'acacia endémique que l'on trouve communément dans la vallée du Nil ; il symbolise la résilience des Soudanais[24].

Collectives
- FESTAC 77, Lagos (Nigeria), 1977
- « Africa 95: Seven Stories of Art from Africa », Whitechapel Gallery, Londres, 1995
- « Art sans Frontières », Maison de l'Unesco, Paris, 1998
- « Century City: Art and Culture in the Modern Metropolis », Tate Modern, London, 2001
- « The Short Century », Villa Stuck, Munich ; Maison des cultures du monde, Berlin ; Musée d'Art contemporain de Chicago ; MoMA, New York, 2001-2002
- « Asylum Years », Oxford Brookes University, Oxford, 2003
- « Sudan Past and Present », British Museum, Londres, 2004
- « The Khartoum School: The Making of the Modern Art Movement in Sudan (1945 –present) », Sharjah Art Foundation (en), Charjah (Émirats arabes unis), 2016-2017. Ibrahim el-Salahi est l'un des artistes majeur de cette première exposition exhaustive consacrée au mouvement moderniste au Soudan[25],[26].

## Conservation
- Art Institute of Chicago, États-Unis[27]
- Museum of Modern Art, New York, États-Unis[28]
- Tate Modern, Londres, Royaume-Uni[29]
- Neue Nationalgalerie, Berlin, Allemagne

## Prix et reconnaissance
- Ordre de la connaissance de la République démocratique du Soudan (or), 1971
- Ordre du savoir, des arts et des lettres de la République démocratique du Soudan (argent), 1975
- Prix honorifique, Biennale internationale des arts de Sharjah, 1999
- Prix du Prince Claus, 2001
- Médaille d'or au Festival International des Arts Plastiques des Mahrès, 2004
- Doctorat honorifique en Littérature de l'université de Londres, 2015